# 貂蝉
貂蟬為歷史小說《三國演義》中的人物。
元代雜劇《錦雲堂暗定連環計》中說她是任昂之女，小字紅昌，為山西一村姑，早年其事跡大多出現在說書話本當中，最後由《三國演義》作者羅貫中整理創作出一個完整的形象，乃中國古代四大美女之一。

## 史實性
秦汉所称“貂蝉”，即是当时男性官员的冠服，或称为貂蝉冠。汉代时，为皇帝近侍的冠服:17。而貂蝉之名被认为源于此:127。她是由結集史傳與民間故事於一身的著名長篇歷史小說《三國演義》塑造。小说中，貂蟬的形象非常膾炙人口。正史——《三國志》之中只有呂布和董卓某位不知名的侍婢私通的紀錄而已。
據《三國志·呂布傳》提及「卓常使布守中閣，布與卓侍婢私通，恐事發覺，心不自安」。司徒王允密谋诛杀董卓时，以吕布为内应，未提及这位“董卓侍婢”。裴松之的“注”亦没有相关内容:127，史書並未記錄侍婢之姓名。《后汉书·卷十五·吕布传》将“侍婢”改为“傅婢”。严敦易在《元剧斟疑》中猜测，“傅”又作“付”，与“任”相近。可能是日后貂蝉姓任的由来。庄一拂在《古曲戏剧存目汇考》中指“任”必系“傅”字形误:308。
清人平步青的戲曲考證書《小栖霞说稗》中提到：唐《開元占經》卷三十三曾提及：“熒惑犯須女。占注云：《漢書通志》：‘曹操未得志，先誘董卓，進刁蟬以惑其君。’”，清代文学家梁章钜撰写的笔记小说《浪迹续谈》亦提到《漢書通志》記載“曹操未得志，先诱董卓，进刁蝉以惑其君。”若此記載為真，則刁蝉在歷史上實有其人，但是《漢書通志》一書早已失傳，現存的《開元占經》注無此條，因此“刁蝉”與“貂蟬”之是否同一人已不可考，“刁蝉”是否為其本名也已不可考。

## 《三國演義》中的形象

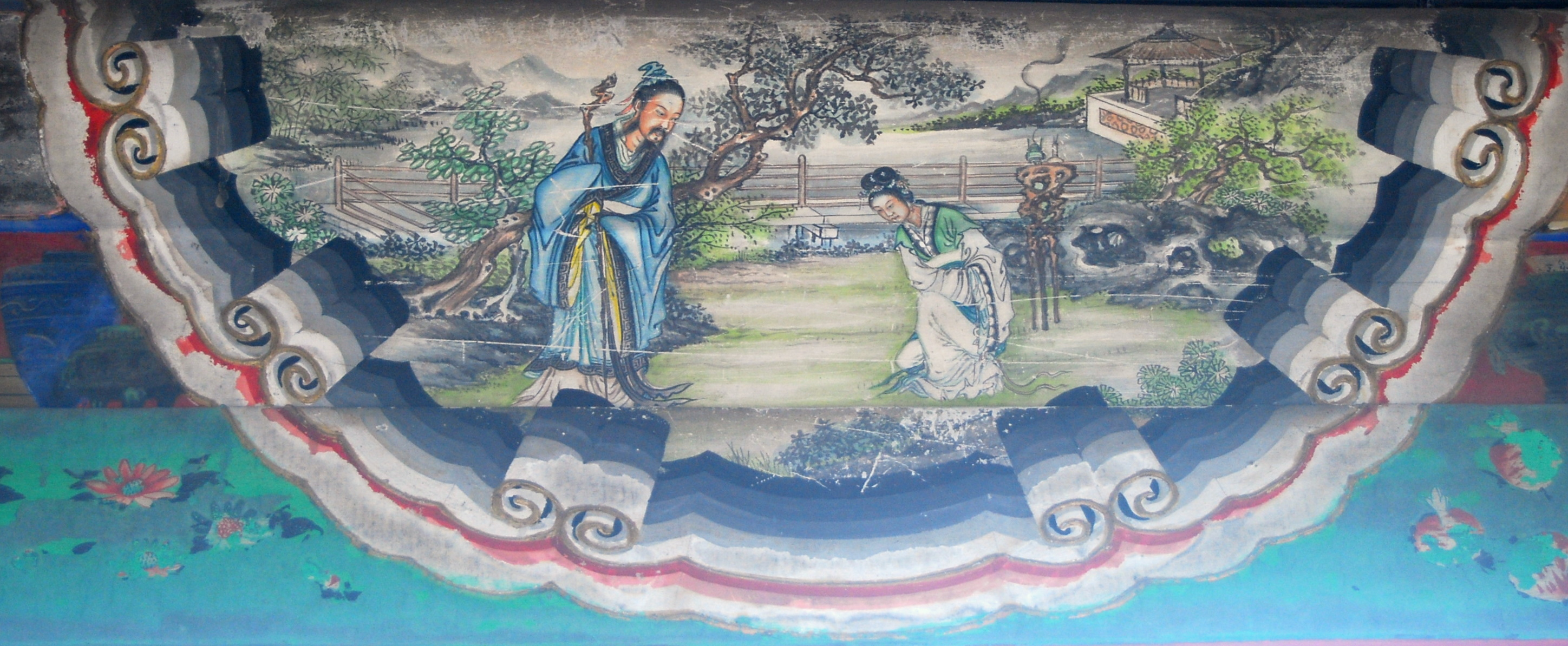
颐和园长廊绘画：王允巧设连环计，图中女子为貂蝉

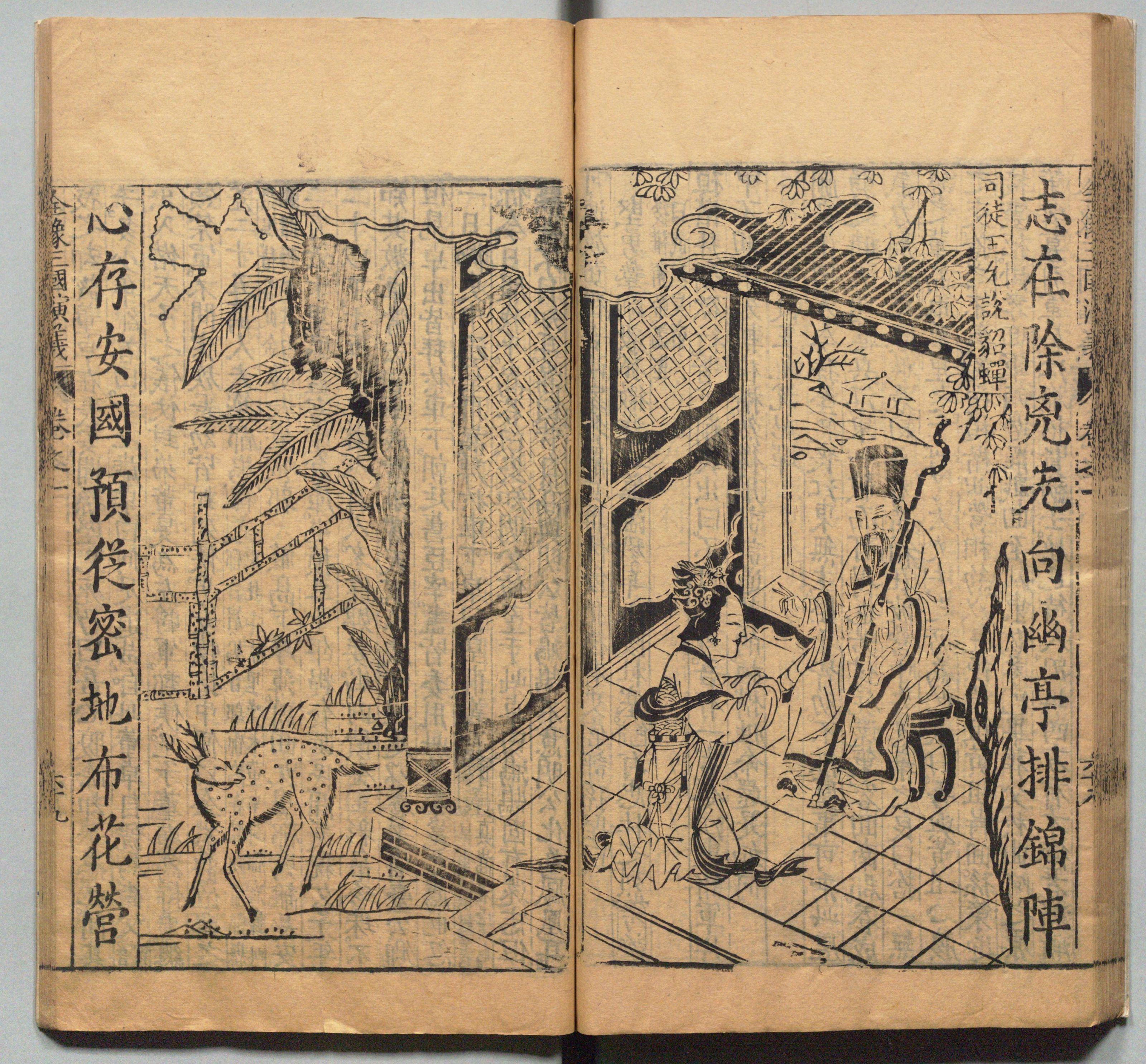
周曰校插图版《三国志通俗演义》中的王允说服貂蝉

在《三國演義》中，貂蟬是司徒王允的侍女，後成為義女，長得美貌動人，方二八年華（十六歲），深有報國之心，知悉王允對於董卓的亂政深感無助，於是便獻出自己來對付亂臣賊子。貂蟬以美人計同時獲得董卓與呂布二人的眷戀，令本以父子相稱的二人產生嫌隙，後來更成功挑動呂布與王允合作，刺殺董卓。
呂布逃離長安城後，小說對於貂蟬的敘述已鮮少提及。唯第十六回提到呂布妻室時交代了呂布「後娶貂蟬為妾」以及「貂蟬亦無所出（子女）」。第十九回時，呂布正與曹操交戰，呂布謀士陳宮勸呂布帶輕兵親截曹軍糧道，呂布狐疑未決，便以此計問於妻妾，貂蟬卻建議呂布「勿輕身自出」，於是呂布便決志死守孤城，不作他計，日夜與妻子嚴氏及貂蟬飲酒解愁，士氣敗壞，將領離心，最後呂布滅於曹操之手。自此之後貂蟬便在《三國演義》中銷聲匿跡。

## 宋元明清作品
当代研究者指出，通过不同作品的演绎，貂蝉身世经历了一个由简到繁的过程。在《三国演义》之前 ，设定貂蝉为吕布失散的妻子:309。
民間的戲劇對貂蟬的故事作一點延伸，並常常提到關羽，在《關公月下釋貂蟬》中，貂蟬就被關羽釋放，最後不知所終。而《關公蒙面斬貂蟬》就借姜太公蒙面斬妲己為藍本並道出紅顏禍水，關羽害怕其傾國傾城之貌會為天下帶來大亂。明劇《關公與貂蟬》，貂蟬成為關羽之妾。
提及貂蟬之人物形象演出的歷代文學、戲曲作品，依出品時代概分為宋元與明清等朝代:
- 宋元時期的文本
  - 佚本: 金院本《刺董卓》、元無名氏雜劇《董卓戲貂蝉》、《白門樓斬吕布》、《奪戟》[4]:308—309。
  - 殘本:宋元戲文《貂蟬女》、《王允連環說(記)》[4]:309。
  - 存本:元無名氏雜劇《錦雲堂美女連環計》，《關雲长單刀劈四寇》，元刊《三国志平话》卷上「王允用計誅董卓」《三国志大全戲文》「黄(王)允夫婦桑園同樂」、「呂布自嘆英雄」、「貂蟬見呂布」、「洞房花燭」、「關羽斬貂蟬」等目[4]:309。
- 明清時期的文本
  - 佚本:元明間雜劇《關大王月下（月夜）斬貂蟬》、明雜劇《女豪杰》(諸葛味水)[4]:309。
  - 存本:小說《三国志通俗演义》（羅贯中）卷二「司徒王允说貂蝉」、「鳳儀亭布戲貂蟬」、「王允授計誅董卓」；彈詞《三国志玉璽傳》卷二、三；明傳奇《連環記》（王濟）[4]:309。

## 当代作品

### 舞台劇
| 首演年份 | 劇名       | 飾演貂蟬的女演員 | 製作劇團     |
| -------- | ---------- | ---------------- | ------------ |
| 1991年   | 呂布與貂蟬 | 司馬玉嬌         | 楊麗花歌仔戲 |
| 2018年   | 賽貂蟬     | 卓文萱           | 全民大劇團   |

### 電視劇
| 首播年份 | 劇名               | 飾演貂蟬的女演員 | 播映電視台／製作單位 | 備註                                                                                   |
| -------- | ------------------ | ---------------- | -------------------- | -------------------------------------------------------------------------------------- |
| 1976年   | 三國春秋           | 歐陽珮珊         | 香港麗的電視         |                                                                                        |
| 1987年   | 貂蟬               | 利智             | 香港亞洲電視         |                                                                                        |
| 1988年   | 貂蟬               | 潘迎紫           | 臺灣中國電視公司     |                                                                                        |
| 1993年   | 关公               | 姬玉             | 浙江华策影视         |                                                                                        |
| 1994年   | 三國演義           | 陳紅             | 中國大陸             | 此剧中，貂蝉完成“连环计”，身穿白衣，坐车离去。有作者认为这一结局提升了貂蝉的形象:127。 |
| 1996年   | 三國英雄傳之關公   | 邱于庭           | 臺灣中華電視公司     |                                                                                        |
| 2000年   | 曹操               | 曹颖             | 中国大陆             |                                                                                        |
| 2002年   | 貂蝉               | 张敏             | 中国大陆             |                                                                                        |
| 2002年   | 曹操与蔡文姬       | 宁静             | 中国大陆             |                                                                                        |
| 2003年   | 呂布與貂蟬         | 陳紅             | 中國大陸             | 又名《蝶舞天涯》                                                                       |
| 2004年   | 武圣关公           | 李馨雨           | 中国大陆             |                                                                                        |
| 2009年   | 終極三國           | 任容萱           | 臺灣八大電視台、民視 | 戲中雖名為貂蟬而且有著相似的設定但卻是一名現代高中女學生                               |
| 2010年   | 三國               | 陳好             | 中國大陸             | 臺灣中國電視公司於2012年7月2日播出，次年5月7日再次重播                                 |
| 2013年   | 曹操               | 韩雪             | 中國大陸             |                                                                                        |
| 2016年   | 武神趙子龍         | 古力娜扎         | 中國大陸             |                                                                                        |
| 2018年   | 三國機密之潛龍在淵 | 董璇             | 唐人影視/騰訊視頻    | 劇中名稱為任红昌，實為貂蟬本人                                                         |

### 网劇
| 首播年份 | 劇名     | 飾演貂蟬的女演員 | 播映平台／製作單位 | 備註                                         |
| -------- | -------- | ---------------- | ------------------ | -------------------------------------------- |
| 2017年   | 終極三國 | 趙堯珂           | 中國大陸優酷       | 此「終三」翻拍版本也是將貂蟬設定為一女學生。 |

### 短劇
| 首播年份 | 劇名     | 飾演貂蟬的女演員 | 播映平台／製作單位 | 備註                     |
| -------- | -------- | ---------------- | ------------------ | ------------------------ |
| 2024     | 指尖无双 | 生宸             | 福州蓝琥珀网络科技 | 改编自同名手机游戏的短剧 |

### 電影
| 首映年份 | 片名                               | 飾演貂蟬的女演員            | 攝製地區 | 製作單位 |
| -------- | ---------------------------------- | --------------------------- | -------- | --- |
| 1938年   | 貂蟬                               | 顧蘭君                      | 香港     | 香港新華影業公司 |
| 1953年   | 貂蟬                               | 麗兒                        | 香港     | 香港麗兒彩色影片公司 |
| 1956年   | 關公月下釋貂蟬                     | 鄧碧雲                      | 香港     | 香港麗星影片公司 |
| 1957年   | 陳宮罵曹                           | 梅綺                        | 香港     | 香港合生影業公司 |
| 1958年   | 貂蟬                               | 林黛                        | 香港     | 邵氏兄弟（香港）有限公司 |
| 2012年   | 銅雀台                             | 劉亦菲                      | 中國大陸 | 长影集团、共和智力影业、光线影业、华夏电影、广东电视台                                                                                   |
| 2018年   | 魔國志2                            | 石雪婧                      | 中國大陸 | 创享影业、国广东方网络（北京）有限公司、门马（上海）影视文化传媒有限公司、藏秀国际文化传媒（北京）有限公司、北京黄金壹代文化传播有限公司 |
| 2020年   | 新解釋·三國志                      | 渡邊直美（偽裝形態）/廣瀨鈴 | 日本     | 「新解釋·三國志」製作委員會 |
| 2020年   | 《斗破乱世情》（又名：《吕布传》） | 刘露                        | 中国大陆 | 拉近影業、寰亞電影、米和花影業 |
| 2021年   | 真·三国无双                        | 古力娜扎                    | 中国大陆 | HMV数码中国集团 |
| 2023年   | 狼獵人出發！人狼 三國志篇          | 岸明日香                    | 日本     | United娛樂 |

### 廣告
| 首映年份 | 片名                         | 飾演貂蟬的女演員 | 攝製地區 | 製作單位                         |
| -------- | ---------------------------- | ---------------- | -------- | -------------------------------- |
| 2016年   | 三国天武廣告「貂蝉」女老師篇 | 片山萌美         | 日本     | 手遊「三国天武～本格戰略之役～」 |

### 游戏
- 真三國無雙系列/無雙OROCHI系列（聲優：小松里歌、上田瞳）
- 三國志系列
- 三国群英传系列
- 王者荣耀
- 傳說對決
- 神魔之塔
- 龍族拼圖
- 真·戀姬†無雙（惡搞）
- 臥龍：蒼天隕落

### 動漫
- 漫畫《火鳳燎原》（陳某）、外傳小說《小孟》（王貽興）:設定真正身份為宦官小孟，因宦官派系鬥爭而流落於司馬家，並成為司馬家麾下刺客組織「殘兵」一員，擅於弓術(在宮中時期學習，師承於曹性)、喬裝女性[12]，喬裝女性時曾令董卓、呂布及秦宜祿傾慕，鍾情於燎原火，妒忌出現於燎原火身旁的女性(如孫堅之女孫淑和樊氏)，在救出被皖兵餘衆圍攻之燎原火而和甘寧交手對決箭術時墮崖受傷，被華佗醫治，居於呂布軍中，曾和恩師曹性聯手使夏侯惇失去左眼，曹性死後，為報司馬家滅門及曹性之仇而為呂布軍統領弓隊，在呂布被擒後，曾以毒箭射殺曹操，後被夏侯惇所傷(曹操只是膊頭受傷，得華佗在身旁治理後無恙)，其後被曹軍所擒並得悉身份，使曹軍麾下青州兵所激動而力請曹操殺之[13]，後曹操為了安定青州兵而殺害小孟，同時使燎原火和司馬懿產生隔閡而逐漸疏離及決裂，後來燎原火於萬人塚中尋回其屍骨並立墓安葬。
- 動漫《蒼天航路》（王欣太）
- 三國志
- 三國演義
- 《吞食天地》（本宮宏志）
- 《橫山光輝三國志》（橫山光輝）

## 貂蝉故里之争
中国大陆常见各类名人故里之争。貂蝉即是虚构人物，亦不例外。2011年4月28日，甘肃省临洮县正式对外宣布，已成功在国家工商总局注册“貂蝉”和“貂蝉故里”共78个类别、800多个产品的商标。这是甘肃临洮和康乐、山西忻州、陕西米脂等地的貂蝉故里之争的一部份。
甘肃临洮县完成注册后，表示“甘肃、山西、陕西三省四地的‘貂蝉故里’之争至此告一段落”。陕西米脂县表现出强烈反对，表示将适时向国家工商总局提出注册商标裁定申请。